# Base aérienne de Weelde
La base aérienne de Weelde (code IATA : / • code OACI : EBWE) est un aérodrome militaire se situant à Weelde, dans la commune de Ravels, dans le nord de la province d'Anvers, en Belgique.
La base appartient à la composante air de l'armée belge mais n'est plus en activité opérationnelle.

## Piste
La piste est en asphalte, orientée 07/25 et fait 2 980 mètres de longueur.

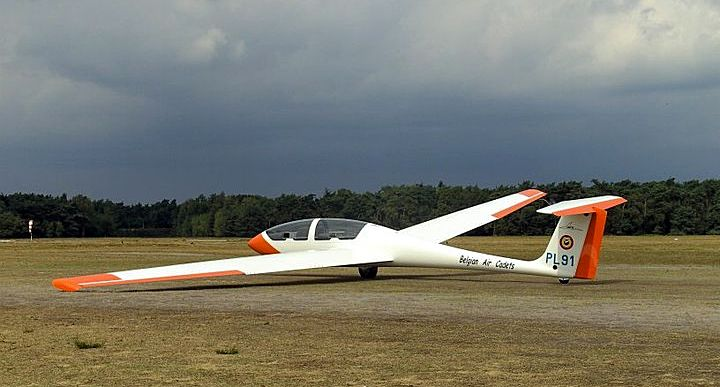
La base aérienne de Weelde est l'un des terrains d'entrainement au vol à voile des Belgian Air Cadets (ici un planeur Grob G103 Twin Astir).

## Annexe